# Serra del Murallo
La Serra del Murallo és una serra situada entre els municipis de la Figuera i del Molar a la comarca del Priorat, amb una elevació màxima de 474 metres.